# 小林正博
小林 正博（こばやし まさひろ、1951年〔昭和26年〕- ）は、日本の仏教学者・古文書研究者。日蓮の真筆文書の研究を専門とする。

## 人物

### 経歴
1951年 東京都に生まれる。

1974年 学習院大学法学部政治学科卒。
 
1983年 立正大学仏教学部日蓮宗学科卒。
 
1988年 同大学院文学研究科博士課程中退。
 
2008年 「日蓮遺文の基礎的研究 文献学と古文書学からのアプローチ」で立正大学博士（文学）。
 
2015年 一般社団法人古文書解読検定協会を設立。

### 役職
一般社団法人古文書解読検定協会代表理事。

公益財団法人東洋哲学研究所主任研究員。

公益財団法人東京富士美術館評議員。

創価大学文系大学院兼任講師。

学園都市大学古文書研究会顧問。

## 古文書解読検定協会

### 協会設立
小林は2015年、一般社団法人古文書解読検定協会(以下、協会)を設立して代表理事に就任する。協会の事務所は東京都八王子市東町6-8-202である。 
協会設立の理由を小林が明記しているものは見当たらない。ただ、小林は『実力判定 古文書解読力』（柏書房、2016）の中で「古文書解読検定」の構想は博士論文の審査にあたった中尾堯との交流がきっかけとなったとしている。なお、中尾は出題協力者として協会に関与している。
私が「古文書解読検定」を思い立ったのは八年前、一人の大先達との出逢いがきっかけとなった。それは、私の博士論文の審査に当たってくれた中尾堯先生である。日本古文書学会の会長を五期一五年務められた先生とは、その後、同じ八王子在住ということもあって毎月のようにお会いし、検定について多くのアドバイスを頂いてきた。（『実力判定 古文書解読力』p192、柏書房、2016）

### 古文書解読検定
協会は事業として古文書解読検定(以下、検定)を行っている。

検定は現在、3級・準2級・2級が行われている。

協会は受検について飛び級を認めておらず、受検者は例外なく3級から始めることになる。

3級・準2級・2級は試験問題が協会から郵送されてきたものを受検者が自宅で解答し、協会に返送する形式を採っている。ただし、2018年11月から実施予定の準1級・1級は会場での受検となる。

## 著書

### 単著
- 『宗門問題を考える 檀家制度と僧俗の関係』 第三文明社、1991
- 『日蓮大聖人の「御書」をよむ 上(法門編)』 第三文明社、1996
- 『日蓮の真実 混迷する現代の闇を開く鍵』 第三文明社、2003
- 『日本仏教の歩み』 第三文明社、2009
- 『図表で読む日蓮遺文』 第三文明社、2012
- 『日蓮の真筆文書をよむ』第三文明社、2014
- 『実力判定 古文書解読力』柏書房、2016
- 『読めれば楽しい! 古文書入門 利休・歌麿・芭蕉の〝くずし字〟を読む』潮出版社、2017
- 『これなら読める!くずし字・古文書入門』潮出版社、2018
- 『書ければ読める！古文書・くずし字入門』潮出版社、2018
- 『いろはで学ぶ! くずし字・古文書入門』潮出版社、2019
- 『解いて覚える！くずし字・古文書ドリル』潮出版社、2019

### 共編著
- 『友人葬を考える―日本における仏教と儀礼』中野毅、栗原淑江、 藤田尚則、 木暮信一共著、第三文明社、1993
- 『御書と鎌倉時代』河合一共著、第三文明社、1993-94
- 『日蓮大聖人の思想と生涯』佐藤弘夫、小島信泰共著、第三文明社、1997
- 『日蓮大聖人の生涯を歩く』佐藤弘夫、小島信泰共著、第三文明社、1999
- 『日蓮大聖人年譜』小島信泰、佐藤弘夫、松岡雄茂、宮川美法共編、2000
- 『日蓮の説いた故事・説話』若江賢三共著、第三文明社、2004
- 『友人葬の現在―変わりゆく葬送儀礼』平良直、大西克明、松岡幹夫、前川健一、栗原淑江、孝本貢共著、2006
- 『生活に生きる故事・説話 日蓮の例話に学ぶ』若江賢三共編、第三文明社 、2007
- 『平和を目指す仏教―大乗仏教の挑戦２』川田洋一、塩津徹、菅野博史、松岡幹夫、前川健一、大島京子共著、東洋哲学研究所、2007
- 『日蓮大聖人御伝記 延宝九年三月、京都「中村五兵衛開板」』解読・解説、USS出版、2012
- 『地球文明と宗教 東洋哲学研究所創立50周年記念論文集』編集責任、東洋哲学研究所、2013

### 監修
- 『日蓮大聖人ゆかりの地を歩く―鎌倉・伊豆・竜の口・依智・佐渡』第三文明社、1994

## 論文
- 「日蓮の真言宗批判について」（『印度學佛教學研究』 35-1）1986
- 「鎌倉新仏教・法難考」（『東洋哲学研究所紀要』4）1988
- 「「竜口法難」考」（『東洋哲学研究所紀要』5）1989
- 「日蓮の竜口法難と平頼綱」（『印度學佛教學研究』 39-1）1990
- 「竜口法難と平頼綱」（『印度學佛教學研究』 39-1）1990
- 「江戸期富士門流法難の背景」（『東洋哲学研究所紀要』6）1990
- 「日本人の仏教観と檀家制度1～3」（『潮』385～387）1991
- 「「寛政法難」と大石寺」（『東洋哲学研究所紀要』7）1991
- 「法主絶対論の形成とその批判」（『東洋学術研究』 32-2）1993
- 「「御書」の文献学的基礎資料」（『東洋哲学研究所紀要』12）1996
- 「鎌倉幕府とその宗教政策」（『宗教研究』69-4）1996
- 「日蓮事跡初見年表」（『東洋哲学研究所紀要』13）1997
- 「文献学から見た日蓮遺文」（『宗教研究』70-4）1997
- 「日蓮伝承初見一覧」（『宗教研究』71-4）1998
- 「初期日蓮教団の門下群像（1）」（『東洋哲学研究所紀要』14）1998
- 「初期日蓮教団の門下群像（2）」（『東洋哲学研究所紀要』15）1999
- 「日蓮初期教団の特質―日蓮と日興門下の比較」（『印度學佛教學研究』 49-2）2001
- 「日蓮文書の研究（1）」（『東洋哲学研究所紀要』18）2002
- 「『日蓮大聖人御伝記』を読む」（『東洋哲学研究所紀要』19）2003
- 「日蓮文書の研究―録外御書をめぐって」（『印度學佛教學研究』 52-1）2003
- 「日蓮文書の研究（2）」（『東洋哲学研究所紀要』20）2004
- 「日蓮の真蹟 ―その解読をめぐって」（『印度學佛教學研究』 54-1）2005
- 「日蓮に見る安穏思想」（『東洋哲学研究所紀要』22）2006
- 「日蓮文書の研究（3）」（『東洋哲学研究所紀要』23）2007
- 「日蓮真蹟の解読上の問題点」（『印度學佛教學研究』 56-1）2007
- 「日蓮の平和論」（『東洋学術研究』46-2）2007
- 「Nichiren's Philosophy of Peace」（『Journal』Vol. 18）2008
- 「大石寺蔵日興写本の研究」（『東洋哲学研究所紀要』24）2008
- 「『日蓮大聖人御伝記』(延宝九年・一六八一年刊行)の考察」（『印度學佛教學研究』 58-1）2009
- 「日本仏教の歩み」（『東洋学術研究』48-2）2009
- 「日蓮文書の研究（4）―真蹟に現われる「かな」の全容」（『東洋哲学研究所紀要』26）2010
- 「日蓮の天皇歴代観」（『地球文明と宗教 東洋哲学研究所創立50周年記念論文集』）2013